# Gaza
|  | Per a altres significats, vegeu «Gaza (desambiguació)». |

Gaza (àrab: غَزَّة, Ḡazza; hebreu: עזה, Azzah‎) és una ciutat de la Franja de Gaza, Palestina. Situada a la costa mediterrània, 76.6 quilometres (47.6 mi) al sud-oest de Jerusalem, acollia l'únic port de Palestina . Amb una població de 590.481 persones el 2017, i una població estimada d'un milió el 2025, la ciutat de Gaza era la ciutat més poblada de Palestina fins que la guerra de Gaza va provocar el desplaçament de la major part de la població.
Habitada com a mínim des del segle XV aC, la ciutat de Gaza ha estat dominada per diferents pobles i imperis al llarg de la seva història. Els filisteus la van convertir en part de la seva pentàpolis després que els antics egipcis la governessin durant gairebé 350 anys. Sota l'Imperi Romà, la ciutat de Gaza va experimentar una pau relativa i el seu port mediterrani va reeixir. L'any 635 dC, es va convertir en la primera ciutat de la regió de Palestina en ser conquerida per l'exèrcit Rashidun i es va convertir ràpidament en un centre de la llei islàmica. Tanmateix, quan es van establir els estats croats el 1099, la ciutat de Gaza estava en ruïnes. En segles posteriors, la ciutat de Gaza va experimentar diverses dificultats, des d'incursions mongoles fins a greus inundacions i invasions de llagostes, que la van reduir a un poble petit al segle XVI, quan es va incorporar a l'Imperi Otomà . Durant la primera meitat del domini otomà, la dinastia Ridwan controlava la ciutat de Gaza i la ciutat va passar per una època de gran comerç i pau. La ciutat de Gaza es va establir el 1893.
La ciutat de Gaza va caure en mans de les forces britàniques durant la Primera Guerra Mundial, passant a formar part de la Palestina Mandatòria. Com a resultat de la Guerra Àrab-Israeliana de 1948, Egipte va administrar el territori recentment format de la Franja de Gaza i es van dur a terme diverses millores a la ciutat. La seva població va augmentar considerablement després de l'afluència de refugiats palestins desplaçats per la guerra i la consegüent Nakba. La ciutat de Gaza va ser ocupada per Israel a la Guerra dels Sis Dies el 1967, i el 1993, la ciutat va ser transferida a la recentment creada Autoritat Nacional Palestina. En els mesos posteriors a les eleccions del 2006, va esclatar un conflicte armat entre les faccions polítiques palestines de Fatah i Hamàs, cosa que va provocar que aquest últim prengués el poder a Gaza. La Franja de Gaza va ser llavors objecte d'un bloqueig liderat per Israel i recolzat per Egipte. Israel va relaxar el bloqueig permetent béns de consum el juny de 2010, i Egipte va reobrir el pas fronterer de Rafah el 2011 als vianants.  La ciutat va ser destruïda en gran part pels atacs aeris israelians des de l'inici de la guerra de Gaza a l'octubre de 2023, inclosa una gran quantitat de patrimoni cultural important a la Ciutat Vella de Gaza.
Les principals activitats econòmiques de la ciutat de Gaza són les petites indústries i l'agricultura. Tanmateix, el bloqueig i els conflictes recurrents han sotmès l'economia a una forta pressió. La majoria dels habitants palestins de la ciutat de Gaza són musulmans, tot i que també hi ha una minoria cristiana. La ciutat de Gaza té una població molt jove, amb aproximadament el 75% menors de 25 anys. A agost 2025, molts residents havien fugit o havien estat evacuats al sud de la Franja de Gaza, o havien mort com a conseqüència de les accions d'Israel al nord. Per tant, les xifres de població registrades o estimades anteriorment han quedat desactualitzades.

## Barris

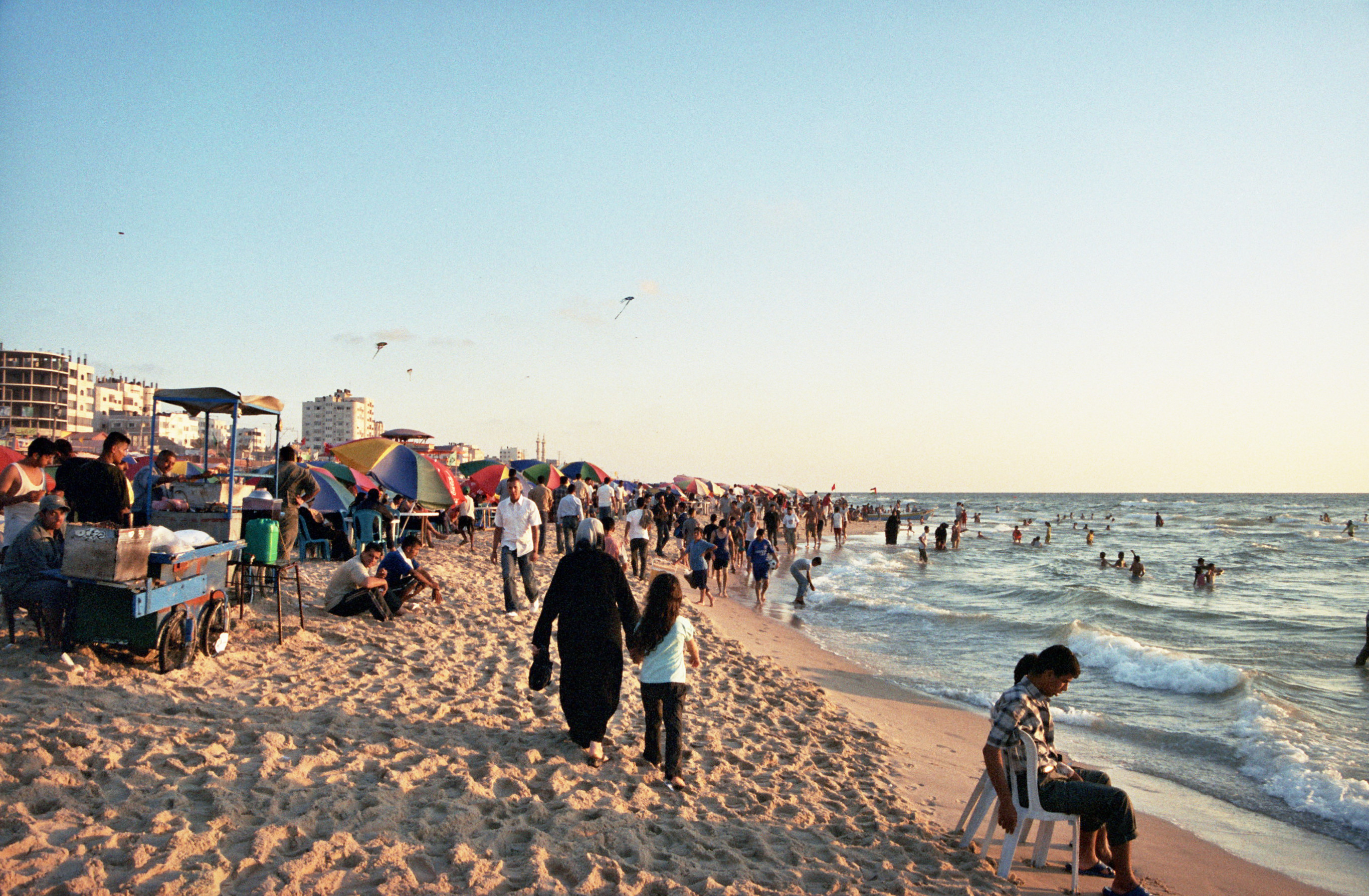
Platja de Gaza

Es divideix en 11 barris o suburbis:
- Turó d'Al-Montar
- Al-Daraj
- Al-Zaytoun
- Shuja'eya
- Al-Tuffah
- Al-Sabra
- Al-Remal
- Al-Sheikh Ejleen
- Port Vell de Gaza
- Sheikh Radwan
- Al-Nassr

## Geografia
- Altitud: 35 metres.
- Latitud: 31° 30′ N
- Longitud: 034° 28′ E

## Transport

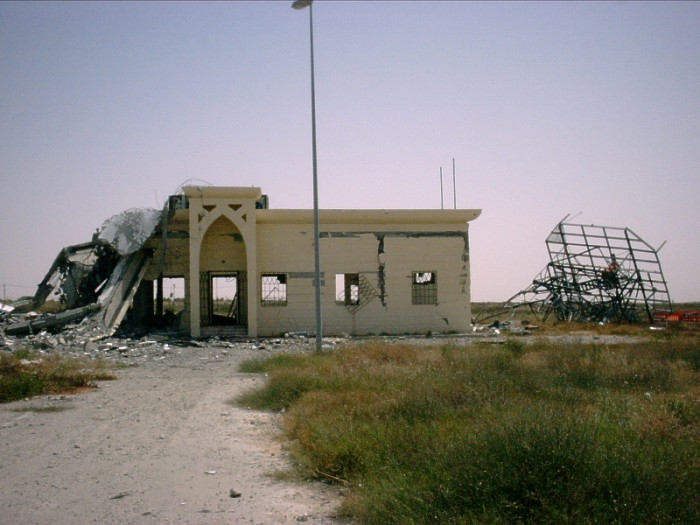
Aeroport Internacional de Gaza el maig del 2002.

Gaza compta amb un aeroport internacional situat a 40 km al sud de Gaza i que actualment es troba fora de servei pels atacs israelians.

## Història

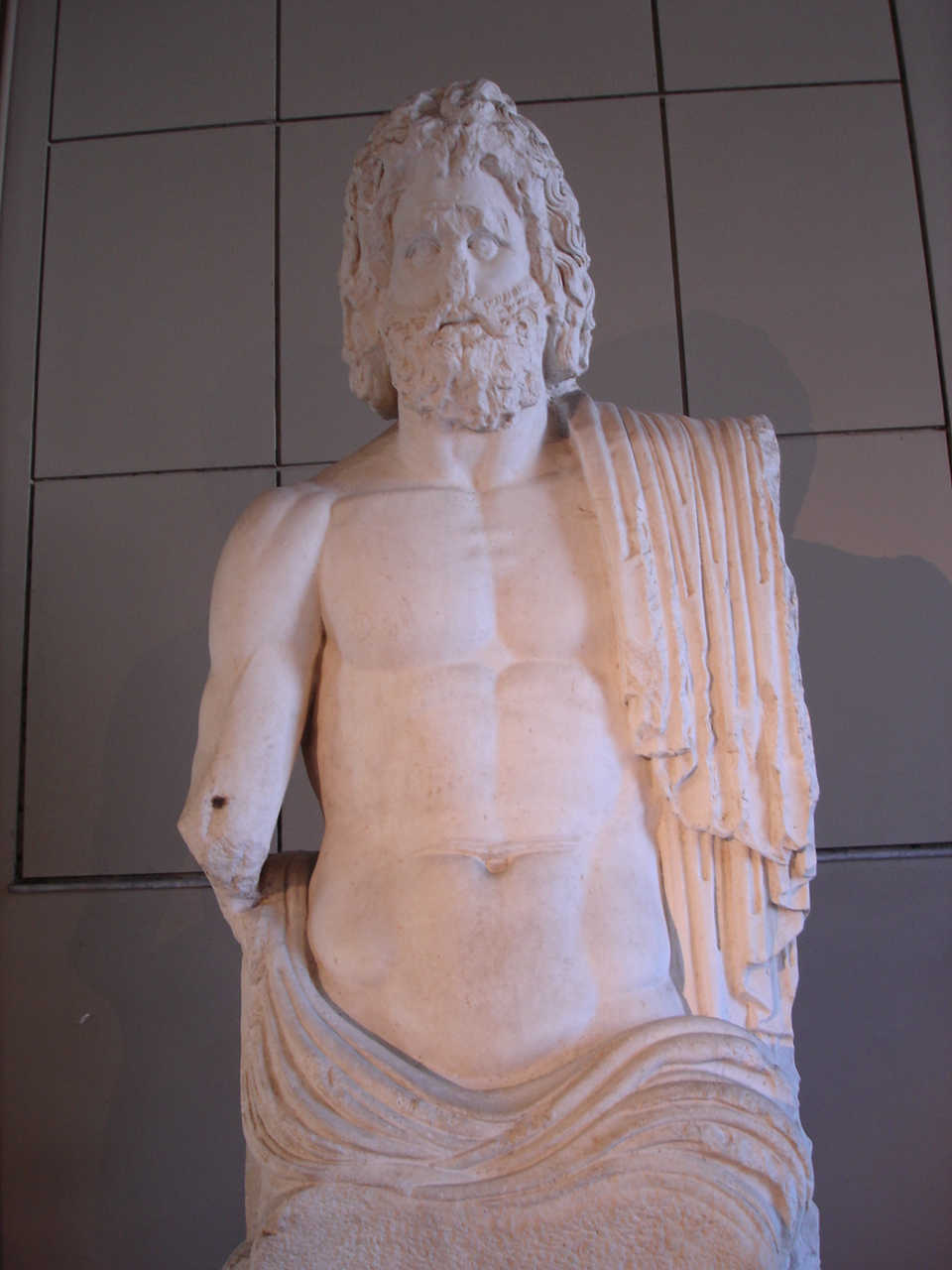
Estàtua de Zeus del, trobada a Gaza (Museu Arqueològic d'Istanbul).

El significat de la paraula Gaza és incert; és possible que derivi de la paraula hebrea Azzāh "fort"; el nom ja s'esmenta a registres egipcis on apareix transcrit com q-ḍ-t o g-ḍ--t. Les tauletes de Tell al-Amarna l'esmenten com a Qazati i els registres babilonis l'anomenen Hazatu. Els grecs li van dir Γάζα.
L'arqueologia demostra que els cananeus es van establir a la regió vers el 3000 aC. La primera menció de la ciutat és del regnat del faraó Tuthmosis III (segle xv aC) quan fou ocupada pels egipcis. Vers el 1200 aC fou ocupada pels filisteus i fou una de les principals ciutats d'aquest poble, segurament la principal i capital de la Pentàpolis o cinc ciutats estats aliades (les altres foren Ascaló, Ecron o Akkaron, Asdod o Azotus, i Gath), i llavors era a uns 2 o 3 km de la costa i tenia una forta muralla; Samsó, per escapar-se dels filisteus va trencar les portes de la ciutat i es va refugiar a les muntanyes veïnes; després presoner i cec, va fer caure el temple de Dagon (una de les deïtats de la zona d'origen assiri, però no especifica de Gaza) sobre si mateix i sobre els seus capturadors.
En temps del rei Salomó es creu que la ciutat pagava tribut al rei d'Israel; vers el 734 aC, Teglatfalassar III esmenta entre els seus vassalls o tributaris a Hanunu, rei de Gaza, que s'havia unit a Rezin i Phacee (Acaz), reis d'Aram o Damasc i Judà, respectivament, en contra d'Assíria. En acostar-se l'exèrcit assiri, Hanunu va fugir a Egipte i la ciutat fou ocupada i saquejada pels assiris, però quan en van sortir, Hanunu va tornar i va recuperar el poder, i el 720 aC va lluitar amb el faraó Shabaka d'Egipte contra els assiris a la batalla de Ràfia, en què els assiris van obtenir la victòria i Hanunu fou fet presoner. També Israel esdevingué tributària d'Assíria vers el 730 aC.
No gaire més tard, sota el rei de Juda Ezequies (715 aC-687 aC) Josefus diu que els jueus van conquerir Gaza, i els seus habitants foren forçats a unir-se a la rebel·lió del rei jueu contra Assíria; però els assiris van retornar i van obligar a Gaza a sotmetre's. Assarhaddon i Assurbanipal esmenten entre els seus tributaris a Tsilbel (Sillibel o Tzili-Ba'al), rei de Gaza.
Quan l'imperi assiri fou destruït Gaza fou capturada pel faraó Necó II, al qual va pagar tribut (vers 609 aC a 604 aC). Aquest, però, fou derrotat pels babilonis de Nabucodonosor a Karkemish i els babilonis van imposar un tribut a la ciutat (604 aC), especialment onerós en temps del rei Nabònides en què es va construir el gran temple de Sin a Haran. L'imperi babiloni es va enfonsar el 539 aC i la ciutat va romandre independent fins al 525 aC, quan Cambises II de Pèrsia, en la seva expedició a Egipte, la va assetjar i la va obligar a sotmetre's. Sota els perses va gaudir de gran prosperitat.
El 332 aC fou atacada pels macedonis i defensada per un cos d'àrabs mercenaris dirigits per l'eunuc Batis (Josefus l'anomena Babemeses) que va rebutjar als atacants i els macedonis van confessar que no podien fer res contra unes muralles tan grans i fortes. Alexandre el Gran va ordenar construir muntanyes d'arena a la part sud, la més vulnerable, on es van instal·lar màquines d'assalt que foren incendiades pels defensors, i altra vegada els macedonis es van haver de retirar. Alexandre va assumir el setge de Gaza en persona i va resultar ferit en un combat menor. Mentre es recuperava foren enviades al campament macedoni les màquines de setge usades a Tir i es va construir un turonet de 250 m i una amplada d'uns 400 m; amb tot això es va poder expulsar els defensors de la muralla cap a la segona línia i es va poder fer un forat (al tercer assalt) i entrar a la ciutat. Els defensors encara van resistir heroicament fins que van morir tots, i les dones i nens foren convertits en esclaus. En total, el setge va durar uns tres mesos. La ciutat fou repoblada amb ciutadans de ciutats veïnes que s'havien sotmès i una guarnició macedònia va quedar a la ciutat. Estrabó diu que la ciutat fou destruïda, però això no es pot prendre en sentit literal i definitiu, perquè pocs anys després la ciutat és esmentada i continuava existint. Segons Diodor de Sicília la ciutat fou repoblada amb grecs (cosa que confirmen Curtius i Arrià).
A la mort d'Alexandre va fer part del regne egipci dels Ptolomeus o Làgides (320 aC). Una batalla es va lliurar a la rodalia entre Ptolemeu I Sòter i Demetri Poliorcetes (que s'havia fet amo de la ciutat el 315) en la qual aquest darrer fou derrotat i va perdre cinc mil homes i vuit mil van quedar presoners i la ciutat va quedar en mans dels egipcis (312). El 306 aC Antígon i el seu fill la van recuperar però Ptolemeu la va ocupar altre cop el 302 aC. A les guerres en Ptolemeu IV Filopator i Antíoc III el Gran fou ocupada pel selèucida (219 aC), que la va utilitzar com a base per la invasió d'Egipte però que la va evacuar després de la seva derrota a Ràfia (217 aC). No gaire més tard el 198 aC, Antíoc III va derrotar els egipcis però la ciutat va romandre lleial als Ptolomeus i fou destruïda pel rei selèucida. La seva victòria sobre els egipcis el 216 aC va assegurar el domini d'Antíoc.
Vers el 143 aC fou atacada per l'asmoneu Jònatan (germà de Judes el macabeu) amb un llarg setge (vers 145 aC a 143 aC), els suburbis foren cremats i la ciutat va haver d'entregar ostatges. Durant el període que va seguir la rodalia fou poblada de jueus (suposadament els habitants "idolatres" foren expulsats) i la ciutat, que era una ciutat emmurallada molt forta, va conservar l'autonomia. Alexandre Janeu la va assetjar durant tot l'any 98 aC; el setge fou inútil i va durar 12 mesos, però finalment li fou entregada per una traïció. Molts habitants foren executats i la ciutat destruïda, però fou reconstruïda, almenys parcialment, segurament abans de la conquesta romana.
El 63 aC va passar a Roma i el 28 d'octubre del 61 aC la va visitar Gneu Pompeu i vers l'any 55 aC el governador Aulus Gabinius va expulsar els jueus de la ciutat i probablement la va repoblar amb més grecs, suposadament colons cretencs.
El 37 aC fou donada per Marc Antoni a Cleòpatra junt amb tota la costa mediterrània fins a Fenícia; el 30 aC fou separada d'Egipte i inclosa per August en el regne del seu amic Herodes el Gran, antic governador de Galilea que havia romàs lleial durant la invasió dels parts i havia estat partidari seu. Aquest la va reedificar i embellir, i a la seva mort el 4 aC no fou inclosa en els dominis del seu fill Arquelau. Asmoneu, i Estrabó ho atribueix al fet que era una ciutat grega, per la qual cosa va passar a la província de Síria. Una sèrie de monedes, alguna d'abans de l'imperi però la majoria d'època imperial, mostren el signe de la ciutat, un cap de dona i els déus grecs Zeus, Artemisa, Apol·lo i Hèrcules, el que demostra que era una ciutat grega, com també assegura Josefus (d'altra banda a les monedes de les ciutats no gregues de la costa apareix la deïtat local principal, Astarte). A les monedes la ciutat és qualificada d'autònoma i alguna esmenta un senat de 500 membres, i era considerada ciutat sagrada i amb privilegi d'asil; alguna inscripció també té referències a Creta. En aquella època hi havia un temple important, el de Mama (equivalent al crètic Jove), que després fou una església cristiana.
El 66 fou atacada i saquejada pels jueus revoltats, però els romans la van recuperar ràpidament. El 119 Hadrià va vendre els captius jueus a un mercat organitzat a Gaza, mercat que va subsistir per alguns segles i fou conegut com la Fira d'Adrià.
Va romandre en mans de l'Imperi Romà però com a ciutat grega el paganisme va predominar i els cristianisme no es va poder introduir. Sant Silvà és considerat el primer bisbe, i va patir martiri el 310 a les mines de Phaeno; el va succeir Asclepas, que va assistir al concili de Nicea el 325, i que era contrari als arians. Constantí el Gran va imposar el cristianisme, però al no obtenir suport a Gaza en va separar el port de la ciutat, que fou pujat al rang de ciutat i separat de Gaza amb dret a bisbes propis; quan Julià l'Apòstata va retornar el port a Gaza, el dret a bisbe propi es va mantenir, i entre els bisbes principals cal esmentar a Pere l'iber (un asceta monofisita) i Sant Cosme. El cristianisme no arrelava i sota l'emperador Julià els germans Eusebius, Nestabos i Zeno foren morts per la multitud pagana, i Sant Hilarió, nascut a la rodalia (al llogaret de Thabatha) es va haver d'escapar a Sicília. Fins al 393 Sant Irenió no va poder construir una església a la ciutat. Més tard foren bisbes Aeneas, i seguidament Sant Porfiri (395-420), que va fer tancar els temples pagans amb una ordre imperial (400) i va imposar a la ciutat la voluntat dels 200 cristians. A Gaza només va romandre el temple de Marneion (Zeus Marnas, que havia substituït al de Dagon) però el poble seguia essent pagà; un altre ordre imperial (402) va permetre a Porfiri enderrocar els temples el que es va fer el maig del 402: vuit temples foren destruïts (Afrodita, Hecate, el Sol, Apol·lo, Core, Fortuna, Heroeion, i Marneion) i els ídols i objectes pagans foren buscats casa per casa; a les ruïnes del Marneion es va erigir una església (coneguda per Eudoxiana per haver-la pagat l'emperadriu Eudòxia) que fou consagrada el 14 d'abril del 407.
Durant els segles v i vi, sota domini romà d'Orient, fou seu d'una famosa escola de retòrics cristians; va florir el monacat i molts religiosos locals van arribar a sants: (Doroteu de Gaza, Dositeu, Barsanufi el Vell, Joan el Profeta); els monjos monofisites també van treballar a la rodalia. A partir del 500, van tornar els jueus, com s'ha comprovat per l'arqueologia al descobrir-se les restes de la sinagoga, construïda de nou vers una data propera al 500.
El 637 fou ocupada pels àrabs dirigits pel general Amr, després d'un setge en què els jueus van ajudar els romans d’Orient. L'Eudoxiana es va convertir en mesquita. La guarnició romana d'Orient de la ciutat, formada per 60 homes dirigits per Cal·línic, va refusar apostatar i foren portats a Eleutheròpolis i Jerusalem on foren executats. La ciutat fou el lloc on suposadament fou enterrat l'avi de Mahoma, Hashim Ben Abid Manaf, que va morir a la ciutat durant un viatge a finals del segle vi. La tomba de l'avi del profeta va esdevenir aviat la mesquita de Nebi Hashim.
A partir del segle ix la ciutat fou dependent en general de les diverses dinasties egípcies, destacant el fatimites, els aiúbides i els mamelucs. El segle X és descrita com a ciutat important sota els fatimites, amb una gran mesquita.
Vers el 1100 va ser ocupada pels croats, que la van trobar en runes i la van restaurar. Balduí III de Jerusalem i va construir una fortalesa el 1149, que fou encarregada als templers. El 1170 fou saquejada per soldats de Saladí, però no la van poder mantenir; finalment els croats la van evacuar el 1187. La principal edificació dels croats, la catedral de Sant Joan Baptista, va esdevenir la mesquita Djamia al-Kebir. Fou recuperada per Ricard Cor de Lleó i els croats la van conservar fins al 1229. El 1224 els aiúbides foren derrotats a Gaza pels soldats del xa de Coràsmia. El 1239 els croats van ser derrotats a Gaza i altre cop el 1244. El 1299 fou ocupada pels mongols de Pèrsia que van estar per la zona fins al 1303. Sota domini mameluc fou cap d'un districte dependent de la província de Damasc encara que algunes vegades fou província independent.
El 1516 fou ocupada pels otomans. Llavors va córrer el rumor d'una gran victòria dels mamelucs i els habitants van massacrar a la guarnició turca. Els otomans van tornar i van exercir sagnants represàlies. No obstant això, entre 1525 i 1550 va més que doblar el nombre d'habitants (de mil a més de dos mil famílies). Vers el 1660 es va iniciar una dinastia de governadors (paixes) entre els quals destacà Husayn Pasha, que van aconseguir aturar les incursions del beduïns i mantenir bones relacions amb europeus i cristians. Així a partir del 1516 fou domini dels otomans i la van mantenir excepte per un breu període d'ocupació francesa (1799), quan Napoleó Bonaparte va obtenir una notable victòria a la seva rodalia, i el període de dominació egípcia de Palestina i Síria (1832-1840), fins que el 7 de novembre de 1917 fou ocupada pels britànics. Sota els otomans fou un caicamanat del sandjak de Jerusalem. El 1882 tenia 16.000 habitants i el 1906 ja eren 40.000. Sota els britànics va tornar a baixar a 17.000 (1932). Una església grega del segle xii venerava a Porfiri, bisbe de Gaza al segle v i una mesquita musulmana també del segle xii donava culte a Nabi Hashim.
Va quedar dins el mandat britànic de Palestina el 1948, en el repartiment entre àrabs i jueus, i d'acord amb l'armistici, va quedar a la part àrab sota administració d'Egipte, que la va controlar (excepte per un breu període d'ocupació israelita el 1956) fins al juny del 1967 quan fou ocupada per Israel a la guerra dels sis dies. El 1987 va començar la primera Intifada o Revolta dels palestins i el setembre de 1993 els Acords d’Oslo donen l'administració de Gaza a la recentment creada Autoritat Nacional Palestina. El 18 de març de 1994 l'administració civil fou transferida en part a l'Autoritat Nacional Palestina (Yasser Arafat va arribar a la ciutat l'1 de juliol de 1994). El Consell Nacional Palestí o govern es va reunir a Gaza per primer cop el març de 1996. Progressivament els israelians es van retirar, fins i tot de les colònies, completant la retirada el 2006. Aquell any Hamas va guanyar les eleccions als territoris palestins, però al-Fatah no va voler deixar el poder i va esclatar un conficte civil de la qual, a Gaza, va sortir triomfador Hamas.
L'antic port de Gaza fou anomenat Majuma Gazae (port de Gaza); Majuma és una paraula àrab que vol dir port, i estava a pocs quilòmetres de la ciutat. Com que es va convertir ràpidament al cristianisme en temps de Constantí, fou elevada a ciutat per l'emperador amb el nom de Constantia i separada de Gaza, on els habitants encara eren pagans. Julià l'Apòstata la va retornar a la jurisdicció de Gaza i va perdre el nom de Constantia.

## Ciutats agermanades
- Dunkerque, França (1996)[6]
- Turí, Itàlia (1997)[7]
- Barcelona, Catalunya (1998)[8]
- Tel-Aviv, Israel (1998)[9]
- Cascais, Portugal (2000)[10]
- Tromsø, Noruega (2001)[11]
- Càceres, Espanya (2010)[12]
- Tabriz, Iran (2013)[13]